# Milocera horaria
Milocera horaria là một loài bướm đêm trong họ Geometridae.